# Attraktioner i Dorset
Dette er en liste med attraktioner i det engelske county Dorset

## Liste
| - Abbotsbury Abbey - Abbotsbury Castle - Abbotsbury Subtropical Gardens - Adventure Wonderland - Badbury Rings - Bindon Hill - Blue Pool - Bokerley Dyke - The Tank Museum - Brownsea Island - Bulbarrow Hill - Canford Heath - Cerne Abbas giant - Chettle House - Clouds Hill - Corfe Castle - Cranborne Manor - Creech Barrow Hill - Crichel House - Dorset Cursus - Easton Gardens - Edmondsham House - Eggardon Hill - Fancy's Family Farm - Fiddleford Mill - Flagstones Enclosure - Forde Abbey - Greenhill Gardens - Hambledon Hill - Hambury Tout - Hammoon Manor - Hardown Hill - Hardy Monument - Hardy's Cottage - Hengistbury Head - Hod Hill - Holt Heath, Dorset - Horton Tower - Jordan Hill Roman Temple - King Barrow Quarry - Kingston Lacy - Kingston Maurward - Kingston Russell - Lewesdon Hill - Limekiln Hill - Lulworth Castle - Maiden Castle - Maumbury Rings - Melbury Down - Melbury Hill - Milton Abbey - Monkey World - Moors Valley Country Park - Mount Pleasant henge - Nicodemus Knob - Nine Barrow Down - Osmington White Horse - Pilsdon Pen - Poole Museum - Portland Castle - Portland Sculpture Park - Poundbury Hill - Purse Caundle Manor - Royal Manor Theatre - Russell-Cotes Art Gallery & Museum - Sherborne Abbey - Sherborne Castle - Sherborne House - Somerset and Dorset Joint Railway - St Catherine's Chapel, Abbotsbury - Stonebarrow Hill - Swanage Railway - Tout Quarry - The Verne - Victoria Gardens - Wareham Forest - Wimborne Minster - Winterborne Came House | - På Jurassic Coast (verdensarvssted) - Abbotsbury Swannery (ikke AL) - Arish Mell (i Lulworth Ranges) - Bat's Head - Bran Point - Bindon Hill - Castle Cove - Chapman's Pool - Chesil Beach and The Fleet (delvist AL) - Church Ope Cove - Dancing Ledge - Durdle Door - Durlston Country Park - Golden Cap - Hambury Tout - Isle of Portland and Portland Bill (delvist AL) - Kimmeridge - Lulworth Cove - Nothe Fort - Old Harry Rocks - Osmington Mills - Ringstead Bay - Rufus Castle - Sandsfoot Castle - South West Coast Path, a long distance footpath - St Aldhelm's Head - Studland Bay - Swyre Head - Thorncombe Beacon - Tyneham (spøgelsesby overtaget af Forsvarsministeriet) - Weymouth Beach - Worbarrow Bay (Forsvarsministeriet) - White Nothe - Winspit |